# Copelatus tanaus
Copelatus tanaus är en skalbaggsart som beskrevs av Guignot 1953. Copelatus tanaus ingår i släktet Copelatus och familjen dykare. Inga underarter finns listade i Catalogue of Life.